# Грибов, Пётр Иванович
Пётр Ива́нович Гри́бов — советский военачальник, гвардии полковник, Герой Советского Союза. В Великую Отечественную войну — командир 6-й гвардейской мотострелковой бригады.

## Биография
Петр Иванович Грибов родился 4 июля 1902 года в городе Саратов в семье рабочих. Русский. Окончил семилетнюю школу. Вступил в Красную Армию в 1922 году.
В 1922 году П. И. Грибов участвовал в боевых действиях на территории Западной Грузии и в Хевсуретии. В 1925 году окончил военно-пехотную школу. В 1930 году принимал участие в боевых действиях на территории Дагестана. В 1932 году проходил подготовку на курсах усовершенствования командно-начальствующего состава. В 1940 году окончил курсы усовершенствования командного состава «Выстрел».
На фронтах Великой Отечественной войны с августа 1942 года на Закавказском, Северо-Кавказском, 3-м Украинском фронтах.
С июня 1942 года П. И. Грибов начальник оперативного отдела штаба 9-й стрелковой бригады (2-го формирования).
С ноября 1942 года — начальник штаба этой бригады. В период боевых действий 9-й стрелковой бригады в районе города Малгобек, Гизели, с. Крымской Грибов оперативно руководил штабами частей бригады, в результате чего части бригады чётко и своевременно выполняли боевые приказы. Под Малгобеком Грибов лично находился в боевых порядках бригады, и под его руководством противнику были нанесены серьёзные потери. За успешное руководство штабом бригады в феврале 1943 года П. И. Грибов был награждён орденом Красной Звезды.
В августе-сентябре 1943 года — начальник штаба 389-й стрелковой дивизии.
В Великой Отечественной войне принимал участие в обороне Кавказа, освобождении Украины, Молдавии, Румынии, Венгрии. Командовал 6-й гвардейской мотострелковой Краснознамённой ордена Суворова бригадой.
28 апреля 1945 года Петру Ивановичу Грибову посмертно присвоено звание Героя Советского Союза.

## Память
В честь героя названы:
- Улица Грибова в городе Саратов.
- Грибову посвящён фрагмент мемориала Вечная слава павшим за Родину 1941—1945 на улице Чернышевского (за домом 94 ближе к Волге).

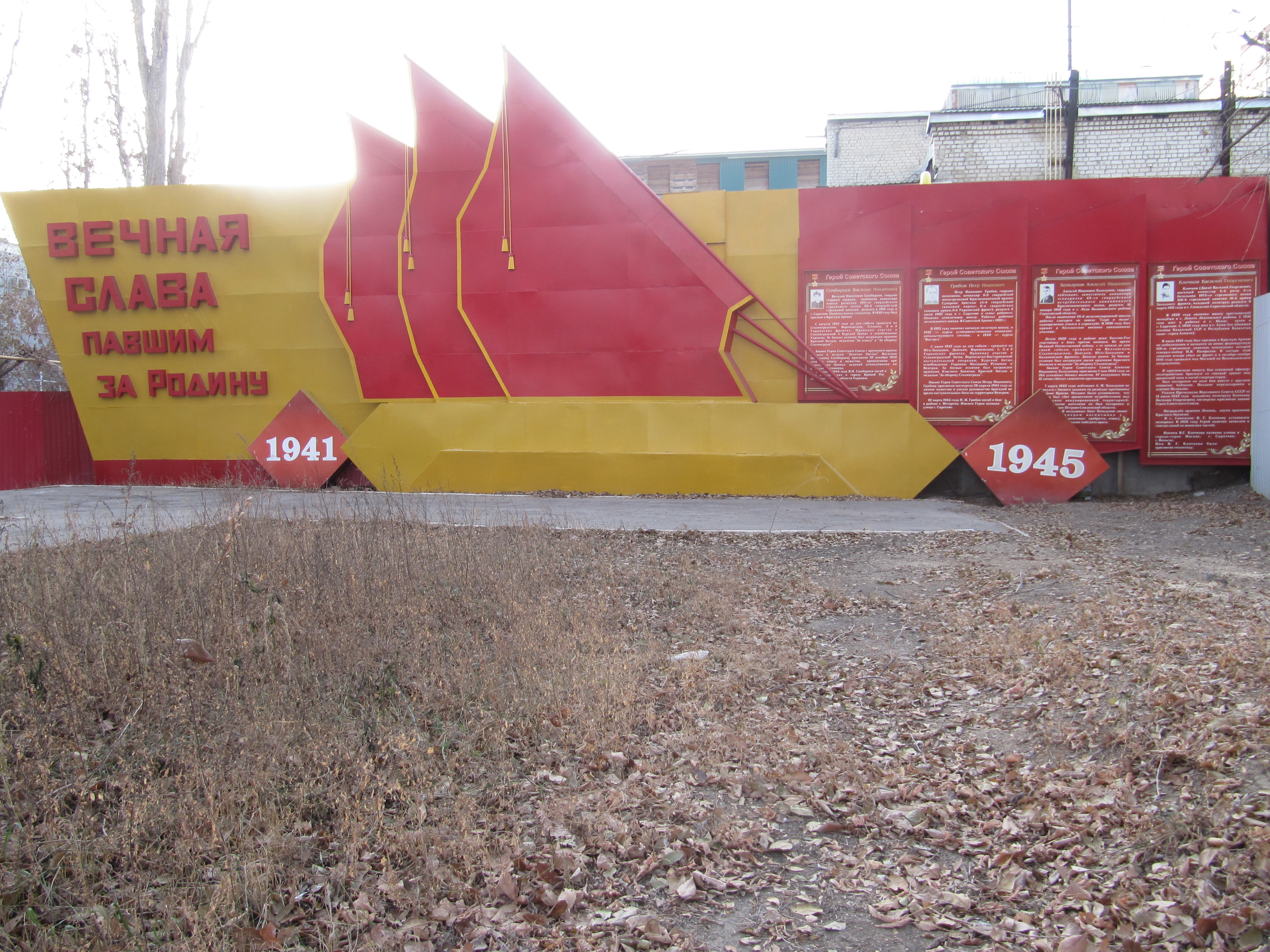
Вечная слава павшим за Родину 1941 1945
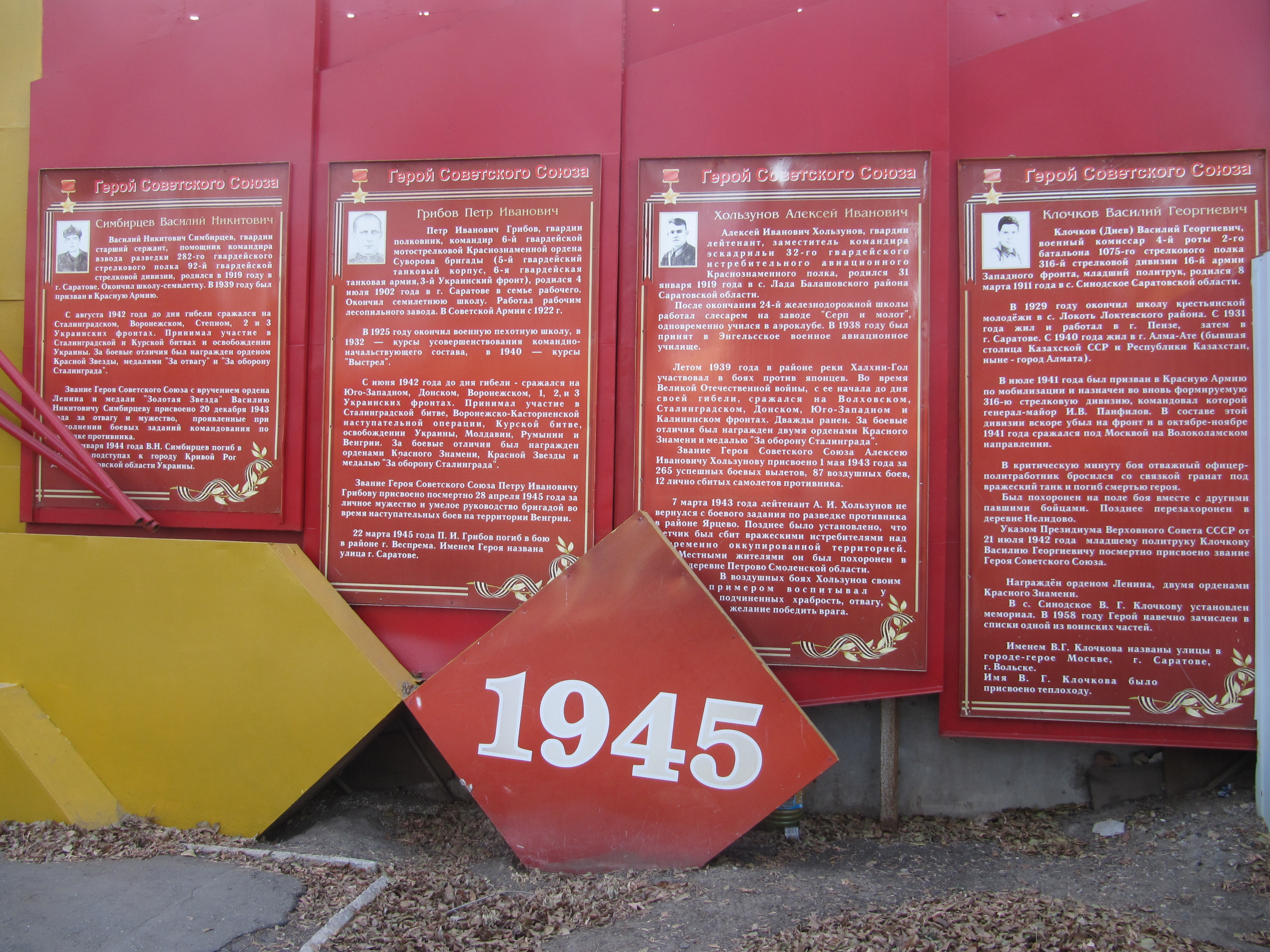
Герои Советского союза